# Фон (язык)

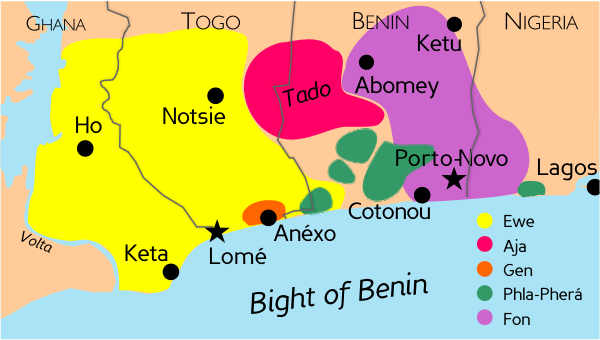
Язык фон (выделен фиолетовым) и другие языки гбе

Фон — язык народа фон, относится к вольто-нигерским языкам. Число носителей — около 1 435 000 человек, из них: 1,4 млн чел. — в Бенине (центральные и южные районы страны) и около 35 тыс. чел. — в Того. Как и другие языки гбе, фон — изолирующий язык с порядком слов SVO.
Язык активно используется во всех сферах жизни, в том числе: образование, торговля, управление, религиозные службы и др. Издаются газеты, выпускаются теле- и радиопередачи. Носители часто также владеют французским, а в Того — языком эве.

## Диалекты
Капо (1988) считает диалекты махи и гун частью диалектного кластера фон.
- На веме (Weme, Weme Gbe, Weme-Gbe) говорят в коммунах Аджохун, Бону, Дангбо департамента Веме около низменности реки Уэме. Некоторые также в коммунах Агеге, Акпро-Мисерете; в коммунах Абомей-Калави и Зе департамента Атлантический в Бенине.
- На гун (Alada, Alada-Gbe, Egun, Goun, Gu, Gugbe, Gun, Gun-Alada, Gungbe, Gun-Gbe, Seto-Gbe, Toli-Gbe) говорят в коммунах Авранку, Аджарра, Акпро-Мисерете, Порто-Ново департамента Веме на юго-востоке Бенина, а также в штата Лагос; в РМУ Адо-Одо-Ота, Бадагри и Идироко штата Огун в Нигерии. Имеет диалекты аджра, алада (алада-гбе), асенто, веме, гбекон, гун, пхела, сави, сето и толи.
- На дефи (Defi Gbe) говорят в юго-восточной части Бенина: департамент Веме, коммуна Семе-Кподжи между рекой Уэме на юге, железной дорогой Котону—Порто-Ново на западе, морским заливом Гвинея на юге и на востоке Нигерии.
- На махи (Gbe Maxi, Mahi, Maxi, Maxi-Gbe) говорят в коммунах Банте, Глазуэ-Уэссей, Дасса-Зуме, Савалу департамента Коллинз в Бенине, а также в изолированных деревнях на юге страны, в центре и северо-западе области Плато, севернее и южнее города Атакпаме в Того.
- На фон (Dahomeen, Fon, Fongbe, Djedji, Fo, Fogbe, Fon-Gbe, Fonnu) говорят в городе Котону департамента Литораль; в коммунах Абомей-Калави и Уидах департаментов Атлантический и Зу в Бенине, а также в области Плато, севернее и южнее города Атакпаме в Того. Имеет диалекты агбоме, арохун, гбекон и кпасе.
- На чи (Ayizo-Ci, Ci, Ci Gbe, Cigbe, Tchi) говорят в коммуне Лало департамента Куффо в Бенине.

## Орфография
| Заглавные | A   | B   | C    | D   | Ɖ   | E   | Ɛ   | F   | G   | GB   | I   | J    | K   | KP   | L   | M   | N   | NY  | O   | Ɔ   | P   | R   | S   | T   | U   | V   | W   | X   | Y   | Z   |
| Прописные | a   | b   | c    | d   | ɖ   | e   | ɛ   | f   | g   | gb   | i   | j    | k   | kp   | l   | m   | n   | ny  | o   | ɔ   | p   | r   | s   | t   | u   | v   | w   | x   | y   | z   |
| Звуки     | [a] | [b] | [tʃ] | [d] | [ɖ] | [e] | [ɛ] | [f] | [ɡ] | [ɡb] | [i] | [dʒ] | [k] | [kp] | [l] | [m] | [n] | [ɲ] | [o] | [ɔ] | [p] | [ɣ] | [s] | [t] | [u] | [v] | [w] | [x] | [j] | [z] |

X используется для /x/ в некоторых орфографических разновидностях, h — в других.
Пример текста
Из Всеобщей декларации прав человека:
GBETA GBƐ Ɔ BI TƆN EE ƉƆ XÓ DÓ ACƐ E GBƐTƆ ƉÓ KPODO SISI E ƉO NA ƉÓ N'I LƐ KPO WU E WEXWLE
Ee nyi ɖɔ hɛnnu ɖokpo mɛ ɔ, mɛ ɖokpoɖokpo ka do susu tɔn, bɔ acɛ ɖokpo ɔ wɛ mɛbi ɖo bo e ma sixu kan fɛn kpon é ɖi mɛɖesusi jijɛ, hwɛjijɔzinzan, kpodo fifa ni tiin nu wɛkɛ ɔ bi e ɔ, ...

## Википедия на языке фон
Существует раздел Википедии на языке фон («Википедия на языке фон»), первая правка в нём была сделана в 2023 году. По состоянию на 4:11 (UTC) 22 марта 2025 года раздел содержит 2528 статей (общее число страниц — 4024); в нём зарегистрировано 1484 участника, двое из них имеют статус администратора; 20 участников совершили какие-либо действия за последние 30 дней; общее число правок за время существования раздела составляет 25 411.